# ساحة إيطاليا (مترو باريس)
ساحة إيطاليا (بالفرنسية: Place d'Italie)‏ هي محطة مترو تابعة لمترو باريس تقع في فرنسا في الدائرة الثالثة عشرة في باريس.[بحاجة لمصدر]

## معرض صور

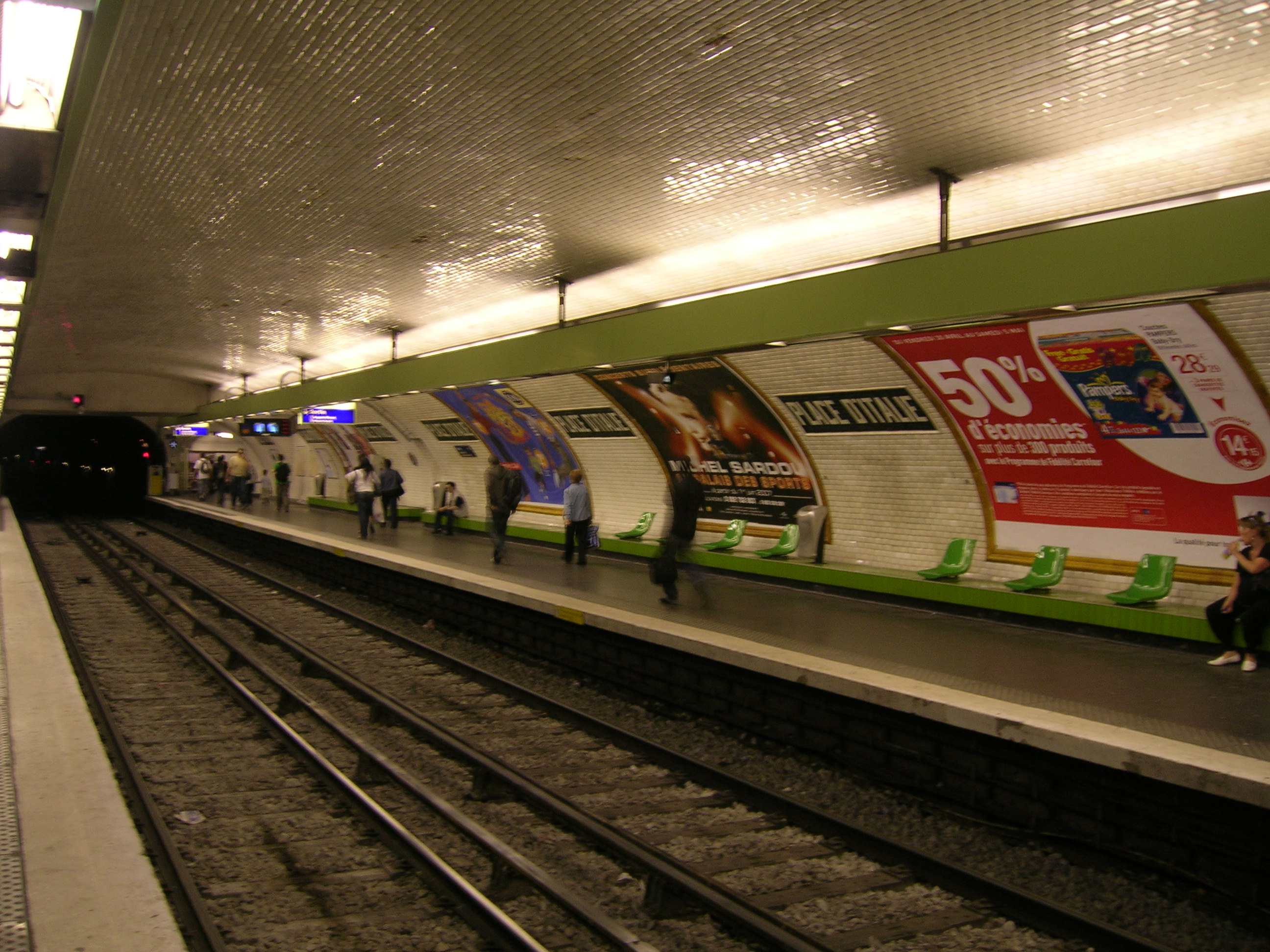
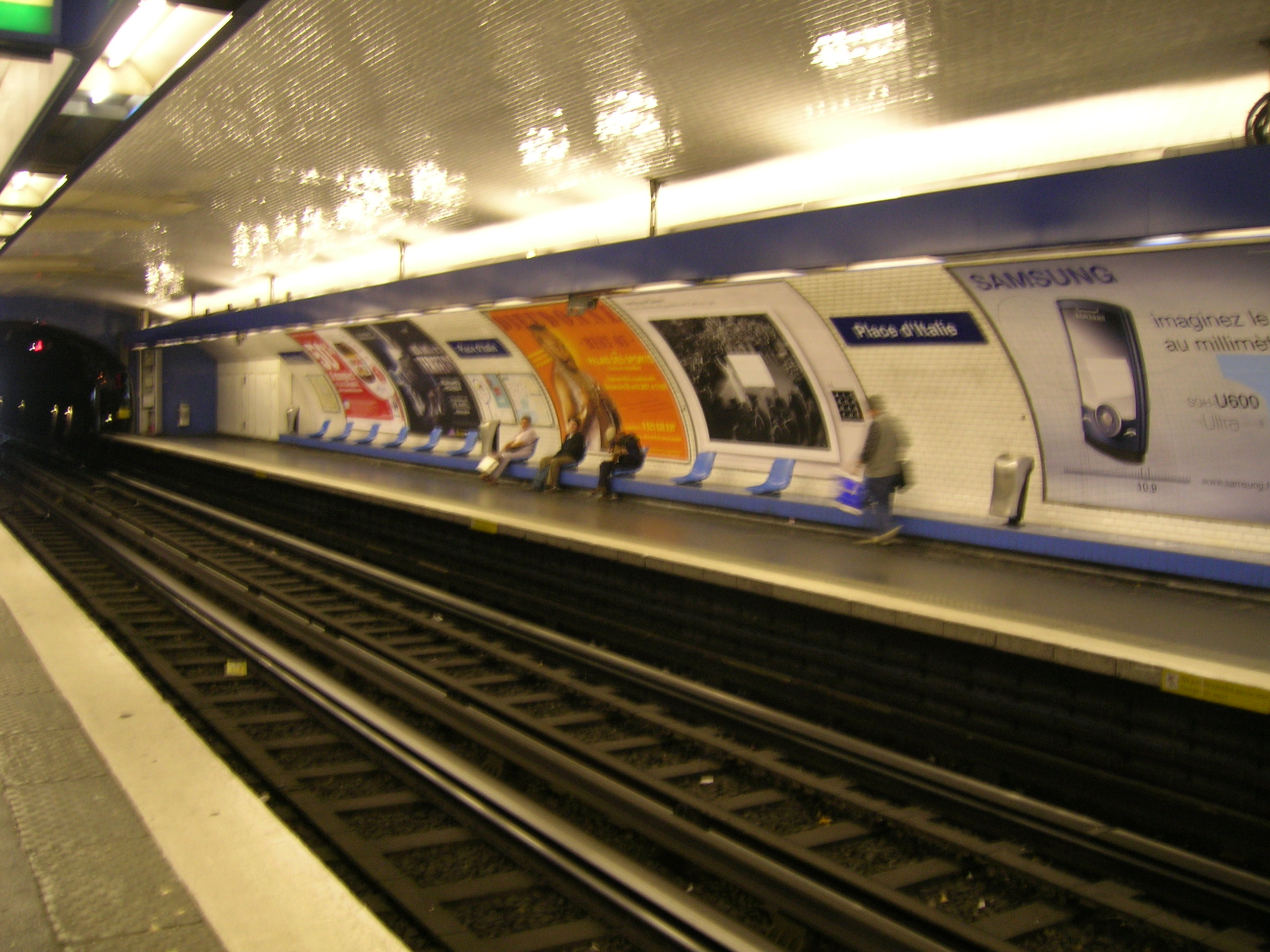
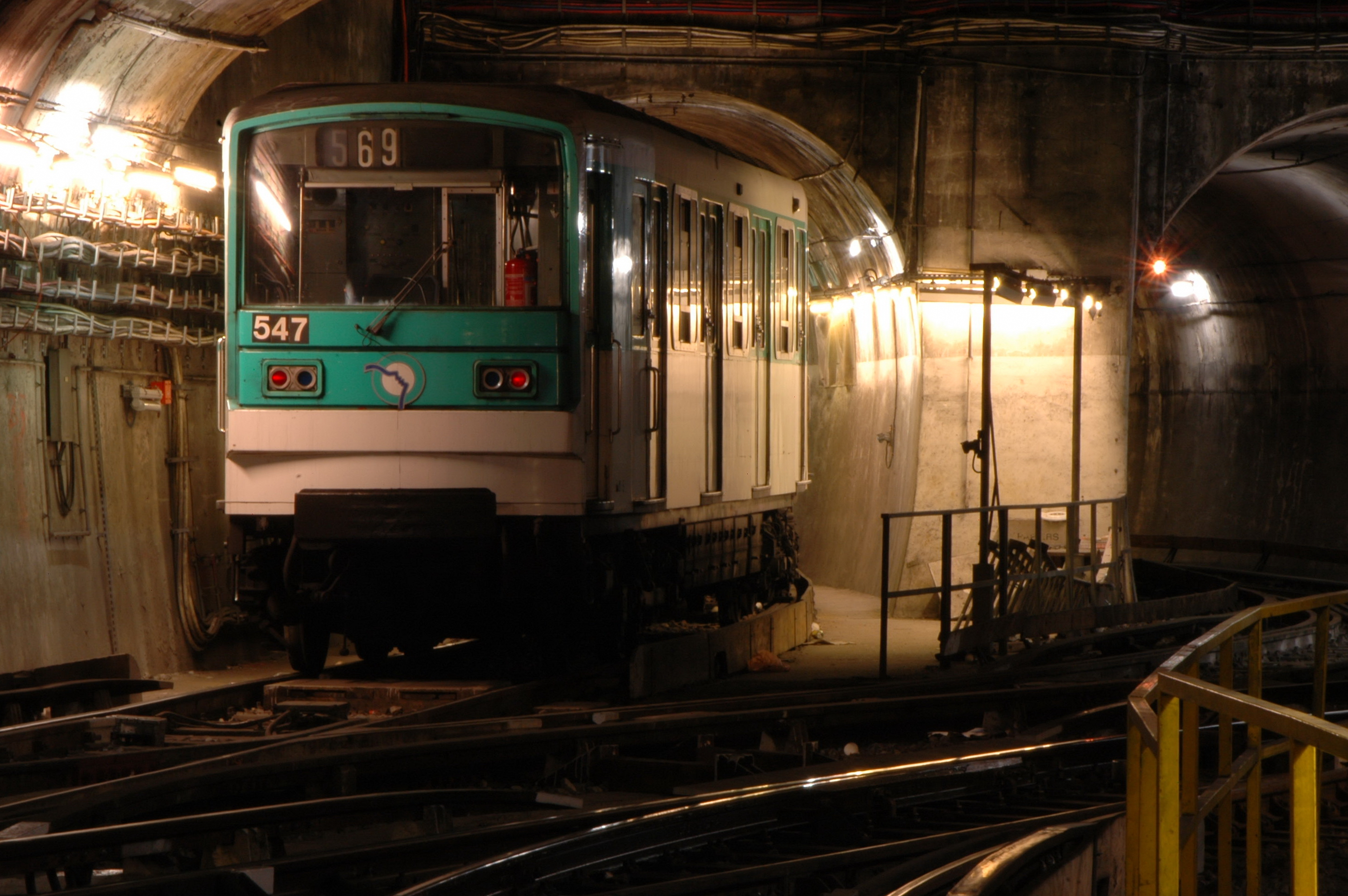